# Instituto Universitario Politécnico Santiago Mariño
El Mariño (IUPSM), es una universidad privada de Venezuela.  Forma parte de una red de institutos universitarios y colegios de educación superior denominados «Complejo Educativo Raúl Quero Silva», siendo esta una de las instituciones universitarias privadas con mayor número de sedes en todo el país.

Así mismo la Universidad Ofrece al estudiante servicios de seguro estudiantil, actividades deportivas, culturales, recreativas y de orientación, además de contar con un amplio número de laboratorios de física, química, mecánica y programación y áreas estructuradas de diseño para arquitectura. Los cuales son renovados todo los años y cuentan con docentes especialistas , que se encargan de educar a los alumnos usando los laboratorios y estructuras de diseño de arquitectura. 
Es una comunidad universitaria que reúne a profesores, y personal administrativo, con muy buen nivel profesional, siendo sus  técnicas de enseñanza alta y que alientan a los estudiantes, en su desarrollo educativo.

## Reseña histórica
La institución fue fundada de la mano del Dr. Raúl Quero Silva y fue establecida legalmente por el Estado Venezolano según decreto presidencial N° 1.839 del 17/09/1991, de conformidad con el parágrafo único del artículo10 de la Ley de Universidades y con los artículos 2 y 68 del Reglamento de los Institutos y Colegios Universitarios promulgado el 16/01/1974, visto el informe de los organismos técnicos del Ministerio de Educación y la opinión favorable del Consejo Nacional de Universidades, siendo la Extensión de Barcelona en el Estado Anzoátegüi la sede principal. Quienes promovieron la creación de este centro de Educación Superior, fueron educadores venezolanos con dilatada experiencia, pertenecientes a diferentes ramas del quehacer en el sector universitario.

Las actividades académicas se iniciaron en el mes de octubre de 1991 con las carreras de Arquitectura e Ingeniería en Mantenimiento Mecánico, Electrónica, Industrial, Eléctrica, Sistemas, Civil y Diseño Industrial. La Extensión Valencia fue creada el 12/03/1992 mediante resolución N° 1394 del Ministerio de Educación. También en el año 1992, con la creación de las extensiones de la Costa Oriental del Lago y la ampliación en Maracaibo (Resolución n.º 909), se incorporan las carreras de Ingeniería en Petróleo, Química y Agronómica.

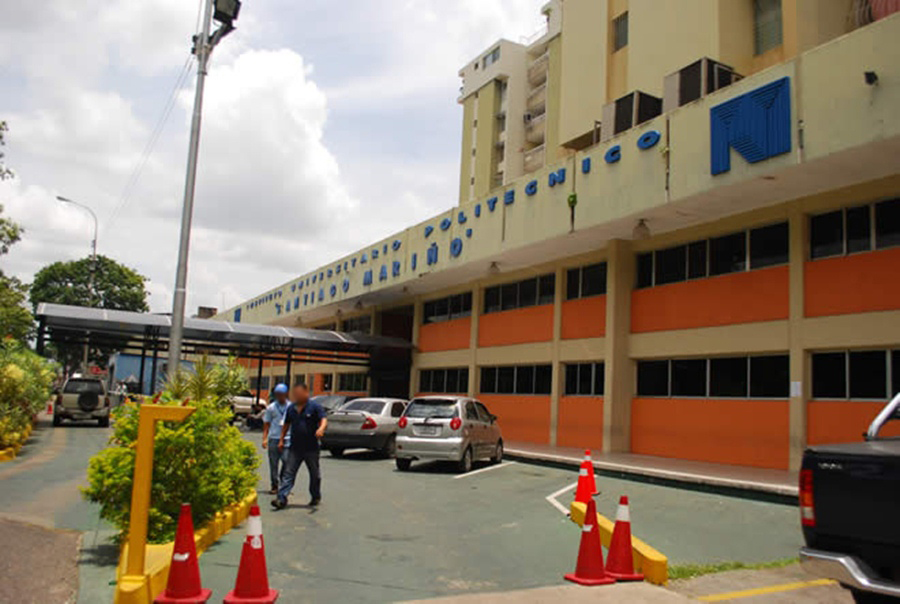
Sede del IUPSM en Maturín

El Instituto Universitario Politécnico Santiago Mariño continúa expandiéndose para 1993, es así como la cobertura se amplía con la creación de las extensiones de Barinas, Mérida, Caracas, Porlamar, Puerto Ordaz, San Cristóbal, Tovar y Maturín, según las resoluciones del Ministerio de Educación n.º 221, 528, 578, 1102, 1119, 1165, 1166 y 1251 respectivamente, que autorizan el funcionamiento del Politécnico en las ciudades mencionadas. También se crearon las extensiones de Cabimas y Maracay donde se ofertaron las carreras requeridas según la demanda poblacional para un total de 13 extensiones a nivel nacional.
El Instituto Universitario Politécnico "Santiago Mariño" se crea el 30/07/1991, cuando la Asociación Instituto Universitario de Tecnología Antonio José de Sucre y el ciudadano Dr. Raúl Quero Silva promueven la constitución de una Sociedad Civil, sin fines de lucro, denominada Instituto Universitario Politécnico "Santiago Mariño", cuyo objeto es garantizar, crear y promover instituciones de Educación Superior que cumplan funciones de docencia, investigación, extensión y servicios, inscrita en la Oficina Subalterna de Registro del Distrito Bolívar del Estado Anzoátegüi, el día 20/09/1991, bajo el N° 49, Tomo 12, Protocolo Primero.
Por Decreto Presidencial N° 1839 del 17/09/1991, se autoriza el funcionamiento del Instituto Universitario Politécnico "Santiago Mariño", con sede en la ciudad de Barcelona, Edo. Anzoátegüi. Al igual que con el Instituto Universitario de Tecnología, se procede a crear Extensiones en diferentes estados, en el orden siguiente:
- Por Resolución n.º 221 del Ministerio de Educación, de fecha 12/03/1992, se autoriza el funcionamiento de la Extensión Valencia.
- Por Resolución n.º 578 del Ministerio de Educación, de fecha 09/06/1992, se autoriza el funcionamiento de la Extensión Caracas.
- Por Resolución n.º 909 del Ministerio de Educación, de fecha 28/10/1992, se autoriza el funcionamiento de la Extensión Costa Oriental del Lago en la ciudad de Cabimas.
- Por Resolución n.º 1251 del Ministerio de Educación, de fecha 17/12/1992, se autoriza el funcionamiento de la Extensión Los Andes con sede en Tovar.
- Con Oficio N° 1478 del Ministerio de Educación, de fecha 14/04/1993, se autoriza el funcionamiento de la Extensión Mérida, como ampliación de Tovar.
- Por Resolución n.º 528 del Ministerio de Educación, de fecha 04/05/1993, se autoriza el funcionamiento de la Extensión Porlamar.
- Por Resolución n.º 1102 del Ministerio de Educación, de fecha 01/09/1993, se autoriza el funcionamiento de la Extensión Barinas.
- Con Oficio N° 312 del Ministerio de Educación, de fecha 04/02/1993, se autoriza el funcionamiento de la Extensión Maracaibo, como una ampliación de la Costa Oriental del Lago.
- Por Resolución n.º 1119 del Ministerio de Educación, de fecha 04/10/1993, se autoriza el funcionamiento de la Extensión Maracay.
- Por Resolución n.º 1165 del Ministerio de Educación, de fecha 07/12/1993, se autoriza el funcionamiento de la Extensión Puerto Ordaz en el Estado Bolívar.
- Por Resolución n.º 1166 del Ministerio de Educación, de fecha 07/12/1993, se autoriza el funcionamiento de la Extensión Maturín.[3]
- Por Resolución n.º 1394 del Ministerio de Educación, de fecha 28/12/1993, se autoriza el funcionamiento de la Extensión San Cristóbal.

## Carreras

### Facultad de Arquitectura
- Arquitectura

### Facultad de Ingeniería
- Ingeniería Civil
- Ingeniería Eléctrica
- Ingeniería Electrónica
- Ingeniería Industrial
- Ingeniería de Mantenimiento Mecánico
- Ingeniería de Sistemas
- Ingeniería de Diseño Industrial
- Ingeniería Química
- Ingeniería Agronómica
- Ingeniería en Petróleo
- Ingeniería en Telecomunicaciones

## Extensiones

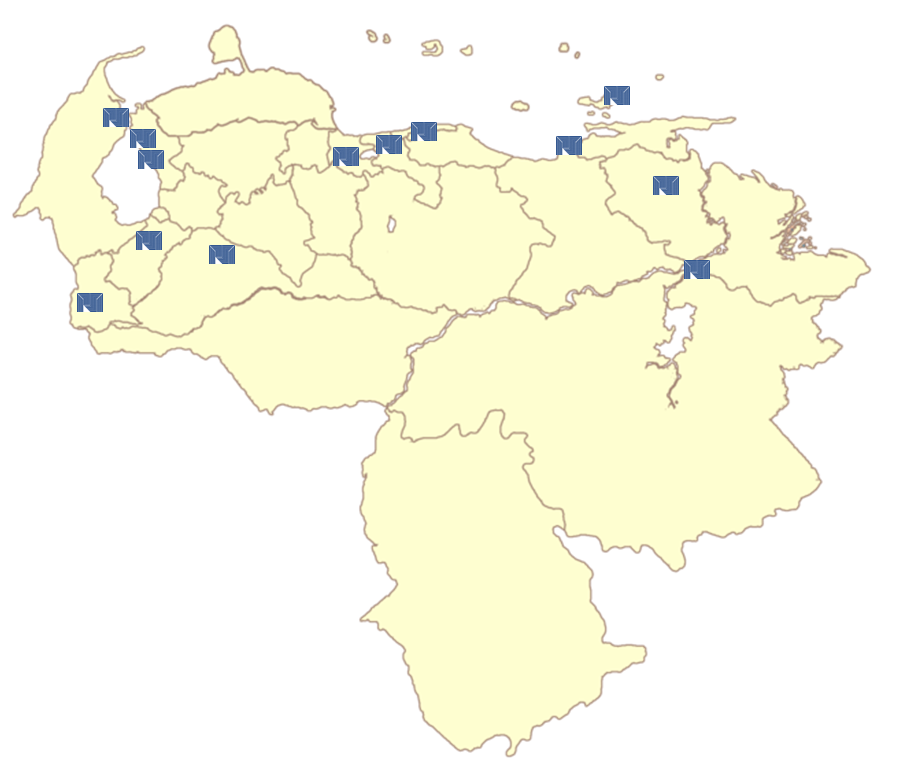
Sedes del IUPSM en el territorio nacional

- Sede Nacional Barcelona
- Extensión Barinas
- Extensión Cabimas
- Extensión Caracas
- Extensión Ciudad Ojeda
- Ampliación Maracaibo
- Extensión Maracay
- Extensión Maturín
- Extensión Mérida
- Extensión Porlamar
- Extensión Puerto Ordaz
- Extensión San Cristóbal
- Extensión Valencia
- Extensión Tovar